# ماسامی آکازاوا
ماسامی آکازاوا (ژاپنی: 赤澤 昌美؛ زادهٔ ۵ مهٔ ۱۹۶۸) یک بازیکن فوتبال اهل ژاپن است.
از باشگاه‌هایی که در آن بازی کرده‌است می‌توان به باشگاه فوتبال کاشیما آنتلرز اشاره کرد.